# 宇宙戰艦大和號 復活篇
《宇宙戰艦大和號 復活篇》是日本東寶株式會社製作的科幻動畫電影，並於2009年12月12日公開，同時也是宇宙戰艦大和號系列的第六部電影作品。這次是繼1983年《宇宙戰艦大和號 完結篇》之後的26年以來再度推出該系列的電影作品。

## 外部連結
- 官方网站 （日語）
- Yamato Movie.com （日語）
- 宇宙戰艦大和號 復活篇（動畫）在動畫新聞網百科全書中的資料（英文）
- 東寶內的官方網頁 （日語）
- Yahoo!宣傳網頁 （日語）